# Thou
Слово thou (транскрипция [ðaʊ]) ранее являлось местоимением второго лица единственного числа в английском языке — «ты». Впоследствии было вытеснено местоимением второго лица множественного числа you, в силу повсеместного обращения на «вы» (известна шутка, что англичанин обращается на «вы» даже к своей собаке).
По сей день форма thou сохранялась в религиозных текстах для обращения к Господу, ныне редко употребляемой, хотя достаточно часто встречается в разговоре на севере Англии и Шотландии, а также кое-где в США. Стоит в именительном падеже, косвенный падеж thee, притяжательная форма thy или thine. Практически все глаголы, относящиеся к thou, имеют окончание -st и -est, например thou goest (ты идешь). В Англии начала XI — середины XV века слово thou иногда сокращалось подставлением небольшой буквы u над буквой англосаксонского алфавита Þ (торн).

## Спряжение
С данным местоимением необходимо употреблять формы второго лица единственного числа, в современном английском не находящиеся в активном употреблении. Как уже было упомянуто выше, глаголы, следующие за словом thou, обычно заканчиваются на -st или -est в изъявительном наклонении как в настоящем, так и в прошедшем времени. Формой глагола to be для данного местоимения является art. Ниже приведён типичный пример использования глаголов с этим словом. Букву e в окончании можно не использовать. Старый английский язык в части правописания ещё не был стандартизирован.
| Выражение             | Настоящее время | Прошедшее время |
| --------------------- | --------------- | --------------- |
| you know (ты знаешь)  | thou knowest    | thou knewest    |
| you drive (ты водишь) | thou drivest    | thou drovest    |
| you make (ты делаешь) | thou makest     | thou madest     |
| you love (ты любишь)  | thou lovest     | thou lovedest   |

Некоторые неправильные глаголы используются следующим образом.
| Выражение            | Настоящее время           | Прошедшее время           |
| -------------------- | ------------------------- | ------------------------- |
| you are (ты есть)    | thou art (или thou beest) | thou wast (или thou wert) |
| you have (ты имеешь) | thou hast                 | thou hadst                |

В старом английском глагол при спряжении с местоимением thou получал окончание -es. Практически неизменённым оно пришло от индоевропейских языковых групп и может наблюдаться в написании слов многих языков. Например:
- Знаешь: русский язык — znaješ (транскрипция), английский язык — thou knowest
- Любишь: латинский язык — amas, английский — thou lovest

## Этимология слова
Слово thou произошло от среднеанглийского þú, староанглийского þū. Происхождение прослеживается через германские языки (родственное слово du в немецком), и в конечном счете до протоиндоевропейского *tu. Произносится с характерным немецким растягиванием гласной в открытом слоге.
Родство с современным немецким языком можно увидеть в следующей таблице:
| Язык       | Выражение     | Настоящее время  | Прошедшее время  |
| ---------- | ------------- | ---------------- | ---------------- |
| староангл. | ты любишь     | thou lovest      | thou lovedest    |
| немецкий   | ты любишь     | du liebst        | du liebtest      |
| староангл. | ты имеешь     | thou hast        | thou haddest     |
| немецкий   | ты имеешь     | du hast          | du hattest       |
| староангл. | ты еси (есть) | thou beest (art) | thou wast (wert) |
| немецкий   | ты еси (есть) | du bist          | du warst         |

## История
В Древней Англии местоимение thou употреблялось при обращении к одному человеку, а yе (you) — к нескольким людям (вы). После завоевания норманнами, которое ознаменовало собой начало влияния французской лексики, которым был отмечен средне-английский период, thou было постепенно замещено на ye (you), как форма обращения к высшему по званию, а позднее — к равному. В течение длительного времени thou оставалось наиболее часто употребимой формой для обращения к человеку низшего звания.
Противопоставление единственного и множественного числа неформального и формального подтекста называется TV-различием и появилось в английском, главным образом, из-за влияния французского языка. Началом послужила развивающаяся тенденция обращаться к королю и другим аристократам при помощи местоимения множественного числа, и вскоре такое обращение к людям, занимающим более высокое положение в обществе, стало считаться вежливым, как во французском языке. Во французском tu было впоследствии сочтено фамильярным и снисходительным обращением (а для незнакомца — возможным оскорблением), в то время как множественная форма vous сохранилась и осталась формальной.